# De finibus bonorum et malorum
De finibus bonorum et malorum (o krajnostima dobra i zla) filozofska je rasprava, koju je napisao slavni rimski orator Marko Tulije Ciceron. 

## Opis djela
Predstavlja tri vodeća pogleda na takozvani "finis", to jest krajnji cilj života: epikurski, stoički, i pogled Peripatetika. Svaki od ovih pogleda predstavlja se u liku jednog od Ciceronovih prijatelja, zastupnika jednog ili drugog gledišta, i nakon svakog izlaganja slijedi Ciceronova kritika ili "refutatio". Na ovaj način slavni orator izbjegava, ovdje kao i mnogo gdje drugdje, priznati ili prihvatiti bilo koje gledište kao apsolutno istinito.
Potraga za "krajnjim ciljem" - to jest za time što čovjek valja željeti od života ne kao sredstvo za drugi cilj, već kao najviši cilj - od izuzetnog je značaja u starih filozofa. Vjerovalo se da će izbor pravog krajnjeg cilja dati čovjeku, učeniku filozofije, smjer pokreta u kome idući može se sve više i više približiti apsolutnoj vrlini, to jest Bogu.